# بخش تریپورای جنوبی
بخش تریپورای جنوبی (به انگلیسی: South Tripura district) یک بخش در هند است که در تریپورا واقع شده‌است.

## خصوصیات
بخش تریپورای جنوبی ۲٬۱۵۲ کیلومترمربع مساحت و ۷۶۲٬۵۶۵ نفر جمعیت دارد و ۲۶ متر بالاتر از سطح دریا واقع شده‌است.